# Бра (сир)

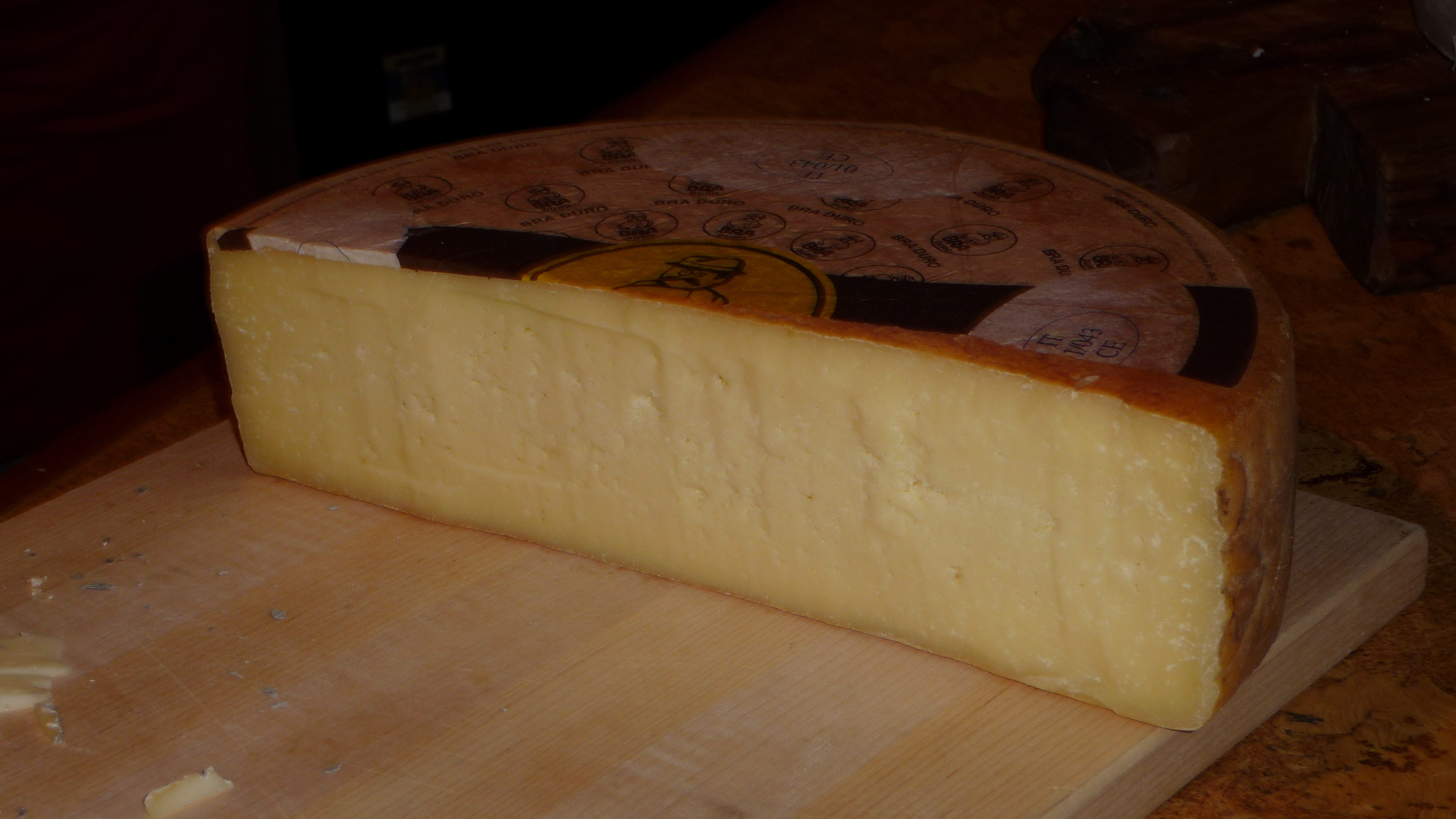
Сир «Bra Duro»

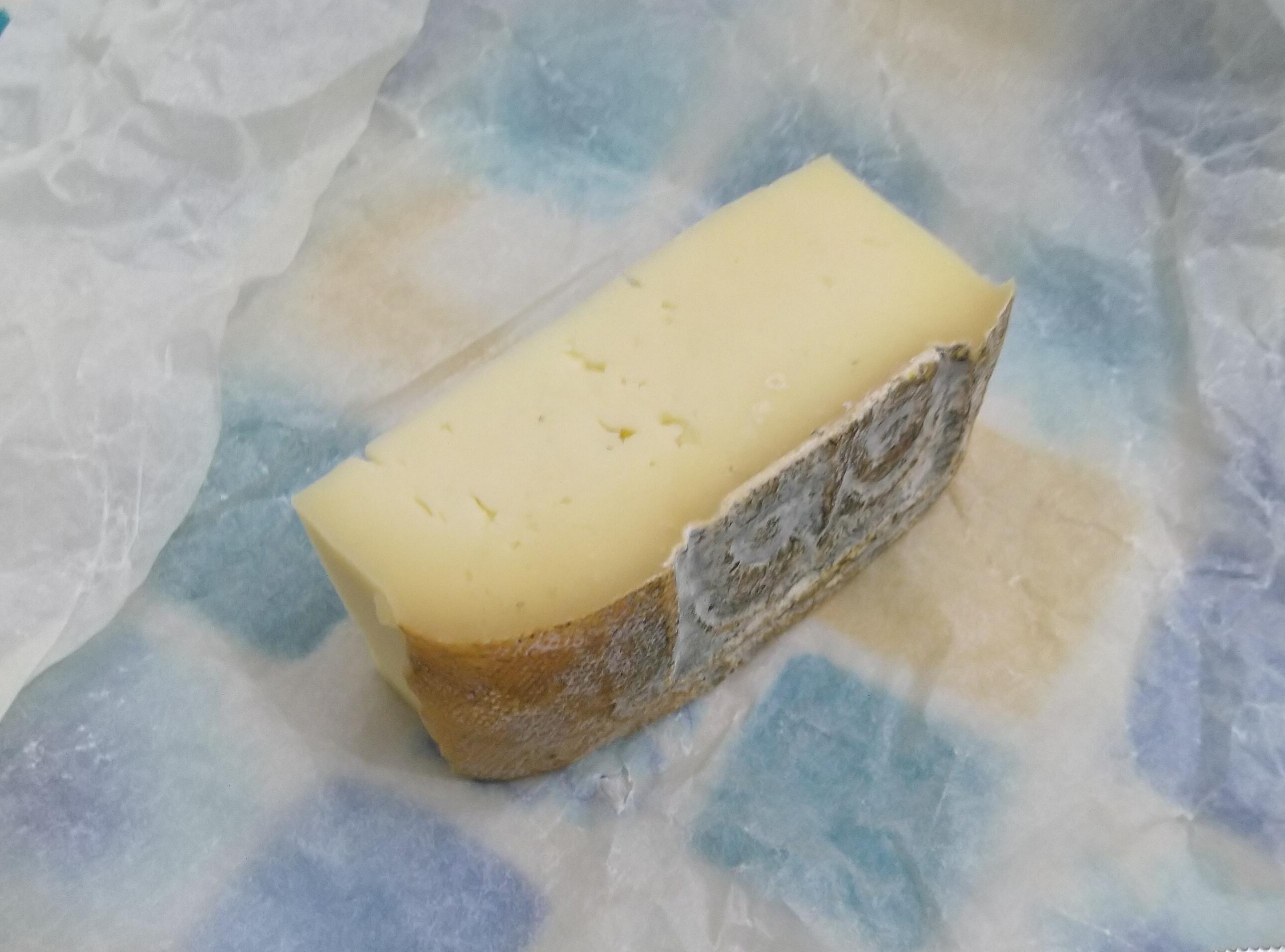
Сир «Bra Tenero»

Бра (італ. Bra) — італійський напівтвердий сир з коров'ячого молока, з додаванням молока кіз або овець. Частина сиру, що виробляється, має категорію DOP. Назва походить від однойменного містечка, куди у середні віки сир привозили для продажу. 

## Зона виробництва
Сир виробляють у долинах та горах провінції Кунео регіону П'ємонт. Сир, який виробляється у гірських районах може мати маркування «alpeggio».

## Історія
Сир має досить давню історію. Сир виробляється принаймні з XIV сторіччя у горах та долинах провінції Кунео. З 16 грудня 1982 року зона його виробництва була обмежена лише цією провінцією. З 1 липня 1996 сир отримав категорію DOP. Існує консорціум виробників сиру бра італ. «Consorzio di Tutela Formaggio Bra D.O.P.».

## Технологія виробництва
Для виробництва сиру використовують частково сепароване  коров'яче молоко від одного або двох доїнь, зазвичай з невеликою добавкою овечого або козячого (або і того, і іншого). Молоко попередньо нагрівають до температури 36—38 °C для м'якого різновиду майбутнього сиру (італ. «Bra Tenero») або 27—32 ° С для твердого різновиду(італ. «Bra Duro»), а потім додають сичужний фермент для згортання. Після цього сирну масу двічі подрібнюють, розкладають по циліндричним формам, пресують та солять. Зазвичай сир двічі солять сухим способом, але іноді засолюють у розсолі. М'який сир італ. «tenero» витримують не менше 45 або 60 діб (якщо сир виробляється у горах), та споживають, коли він ще не встиг затвердіти; більш зрілу, тверду версію італ. «duro» витримують не менше 6 місяців.

## Характеристика сиру
Шкірка тонка, еластична і жирна, блідо-жовтого або світло-коричневого кольору. М'який Бра має солодкуватий, помірно гострий смак, колір сирної маси білий або жовтуватий. Твердий сир відрізняється більш гострим смаком та більш щільною структурою з нечисленними та невеликими дірочками, колір сирної маси — темно-жовтий. Голови сиру мають до 40 см у діаметрі та 5—10 см у висоту, вага — 5—9 кг. Жирність сиру — близько 32 %. Сир категорії DOP має логотип, який зображає вусатого чоловіка з капелюхом і головою сиру в руках.

## Вживання
Як м'який так і витриманий бра можна вживати як самостійну страву, він гарно поєднується з місцевим червоним вином. Крім того цей сир є ключовим інгредієнтом багатьох місцевих рецептів Ланге, таких як, наприклад, італ. «donderet» — домашні картопляні ньокі, посипані сиром, розтопленим у молоці. Також використовують для приготування соусу песто, ризото або пікантних пирогів із сезонними овочами.